# 가독부
가독부(可毒夫)는 발해의 군주를 달리 이르는 칭호로 쓰였다.
『구오대사 舊五代史』에 의하면, 발해의 군주를 속칭 ‘가독부’라 하였고, 대면하여서는 성(聖)이라 하였으며, 군주에게 올리는 글에서는 기하(其下)라 불렀다고 한다.
이 기록으로 보건대 가독부는 군장을 지칭하는 발해어의 한자표기로 여겨진다. 거의 같은 내용이 『신당서』·『책부원귀』·『오대회요』·『문헌통고』에도 실려 있다. 러시아 발해와 여진시대 전문가인 E.V. 샤프쿠노프는 '가독부'가 다스린다는 의미의 만주어 '카다람비(만주어: ᡴᠠᡩᠠᠯᠠᠮᠪᡳ Kadalambi)' 및 나나이어 '카이타이(중국어 정체자: 凱泰, 병음: Kăi tài)'와 연관성이 깊다고 추론했다.